# Die Badewanne (Film)
Die Badewanne ist ein deutschsprachiger Kurzfilm des Regisseurs Tim Ellrich. Die deutsch-österreichische Koproduktion wurde als unabhängiges Projekt in Wien und Ludwigsburg realisiert. Im Jahr 2016 gewann der Film den Preis der Jury auf dem Festival du Court-Métrage de Clermont-Ferrand. Zudem wurde der Film im Kurzschluss-Programm von Arte ausgestrahlt. Er wird von der Kurzfilmagentur Hamburg international vertrieben.

## Handlung
Die Brüder Georg, Alexander und Niklas sind dabei, ein originelles Geschenk für den 70. Geburtstag ihrer Mutter zu machen. Doch die Idee, ein Badewannenbild aus der Kindheit fotografisch nachzustellen, gefällt dem ältesten Bruder Georg gar nicht. Als Politiker kann er es sich nicht erlauben, halbnackt auf einem Foto zu sein, doch seine beiden Brüder nötigen ihn teilzunehmen. Langsam fallen die Hüllen und drei Brüder bleiben zurück, die in der Zwischenzeit Fremde geworden sind.

## Rezeption
Der Film bezieht sich auf einen Internettrend, der durch das Fotoprojekt „Back to the Future“ von der argentinischen Fotografin Irina Werning losgetreten wurde. Bei diesem Trend werden alte Kindheitsbilder Jahre später reinszeniert, wobei darauf geachtet wird, das Originalbild möglichst detailgetreu durch Kleidung, Hintergrund und Pose nachzustellen.

## Auszeichnungen (Auswahl)
- Festival du Court-Métrage de Clermont-Ferrand 2016: Spezialpreis der Jury.
- FILMZ - Festival des deutschen Kinos 2016: Kurzfilmgewinner
- Bucheon International Fantastic Film Festival 2016: Kurzfilmpreis und Publikumspreis
- Filmschau Baden-Württemberg 2016: Baden-Württembergischer Filmpreis